# Werneck

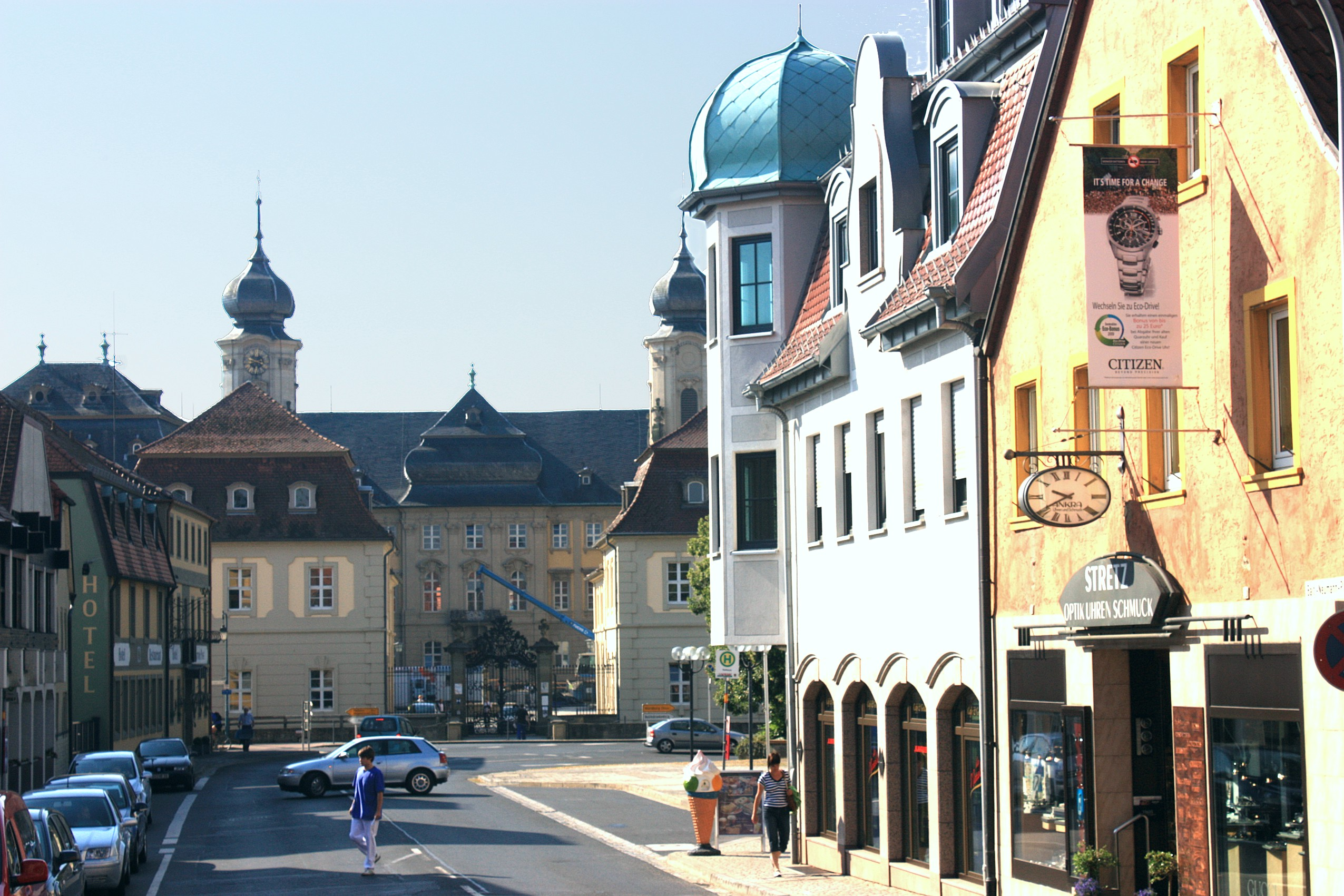
Ortsmitte von Werneck

Werneck ist ein Markt im unterfränkischen Landkreis Schweinfurt und mit über 10.000 Einwohnern die größte Kommune sowie das Klinikzentrum des Landkreises. Werneck gilt als „Mainfränkisches Versailles“.
Die Marktgemeinde liegt in der Mitte Mainfrankens, an der Peripherie des Ballungsraums von Schweinfurt. Hier treffen sich drei Autobahnen A 7, A 70, A 71 und die Trasse der geplanten Bundesstraße 26n und erschließen die Region Mainfranken in alle Richtungen. Am 15. Juni 2016 geriet Werneck durch den Einsturz der Talbrücke Schraudenbach in die internationalen Schlagzeilen.

## Geografie

### Geografische Lage
Der Markt Werneck liegt an einem Knie des Flüsschens Wern 11 km südwestlich von Schweinfurt, an der historischen Chaussee Würzburg–Meiningen. Werneck liegt in der Planungsregion Main-Rhön. Durch den Ort verläuft der Fränkische Marienweg.
Werneck liegt am Rande der Gäuplatte im Maindreieck:
- Höchster Punkt: 337,20 m
- Niedrigster Punkt: 212,50 m
- Fläche insgesamt: 7365 Hektar (73,65 km²)
  - davon Waldfläche ca. 900 Hektar (9 km²)

### Gemeindegliederung
Es gibt 13 Gemeindeteile (zugleich auch Gemarkungen):
- Eckartshausen (Kirchdorf)
- Egenhausen (Pfarrdorf)
- Eßleben (Pfarrdorf)
- Ettleben (Pfarrdorf)
- Mühlhausen (Pfarrdorf)
- Rundelshausen (Pfarrdorf)
- Schleerieth (Pfarrdorf)
- Schnackenwerth (Pfarrdorf)
- Schraudenbach (Pfarrdorf)
- Stettbach (Pfarrdorf)
- Vasbühl (Pfarrdorf)
- Werneck (Hauptort)
- Zeuzleben (Pfarrdorf)

### Nachbargemeinden
Nachbargemeinden sind (von Norden beginnend im Uhrzeigersinn): Wasserlosen, Geldersheim, Bergrheinfeld, Waigolshausen, Schwanfeld, Bergtheim, Hausen bei Würzburg und Arnstein.

## Geschichte

### Bis zur Gemeindegründung 1818

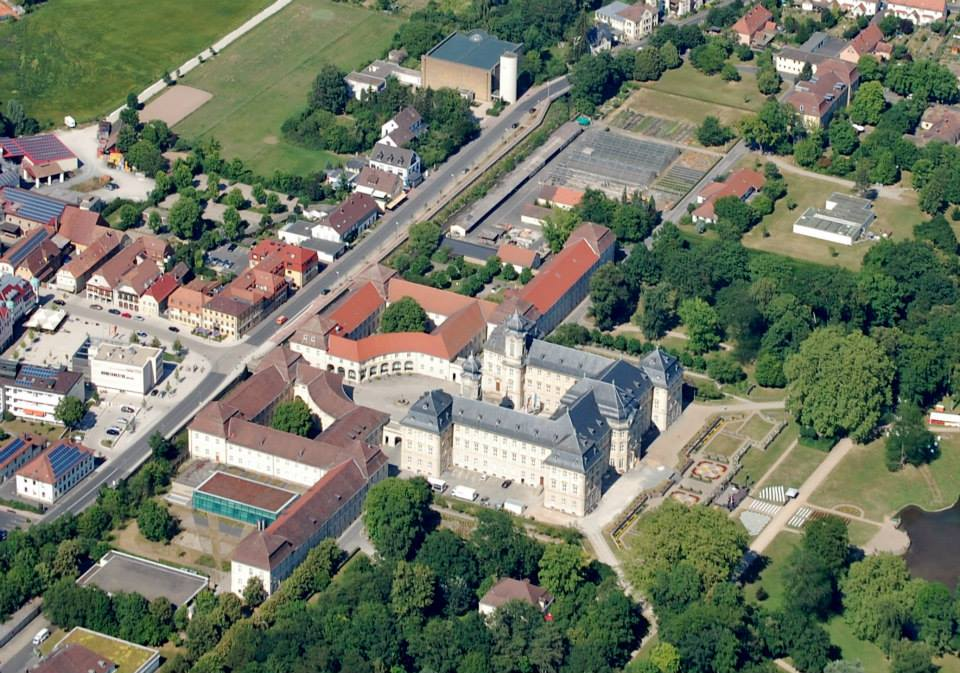
Blick auf Schloss und Marktplatz

Werneck wurde erstmals am 10. August 1223 urkundlich erwähnt als eine Schenkung des Bodo von Ravensburg, die am 9. April 1223 päpstlich bestätigt wurde. Zwischen 1224 und 1250 teilten sich zunächst der Deutsche Orden und später Konrad von Reichenberg sowie Konrad von Schmiedefeld den Besitz, bis er schließlich an das Hochstift Würzburg überging. Eine dort befindliche Burganlage wurde im Bauernkrieg 1525 verwüstet sowie von Markgraf Albrecht Alkibiades im Jahr 1553 eingenommen und niedergebrannt. 1601 wurde sie unter Fürstbischof Julius Echter wieder aufgebaut. 1723 brannte die Anlage erneut ab und wurde 1724 notdürftig wieder instand gesetzt. Durch Balthasar Neumann wurde das heutige Schloss von Fürstbischof Friedrich Karl von Schönborn in den Jahren 1733 bis 1745 erbaut. Nach Daten der Gesellschaft für Leprakunde befand sich in Werneck ein mittelalterliches Leprosorium, worauf der Flurname Siechenberg hindeutet. Das Leprosorium kann jedoch nicht genauer datiert werden.
Neben Veitshöchheim war Werneck eine der beiden Sommerresidenzen der Würzburger Fürstbischöfe. Gerade ein halbes Jahrhundert lang diente Werneck ihnen als Sommerresidenz, die nach Georg Dehio „die Verbindung einer fürstlichen ‚Maison de plaisance‘ mit den Baulichkeiten eines Hofguts zu einer großzügigen Komposition darstellte“. Am 28. November 1802 entließ der letzte Fürstbischof von Würzburg, Georg Karl von Fechenbach, in Werneck seine Untertanen aus ihrer Treueverpflichtung und empfahl sie gleichzeitig dem neuen Landesherrn Kurfürst Maximilian von Bayern.
Das ehemalige Amt Werneck des Hochstifts Würzburg wurde nach der Säkularisation 1803 zugunsten Bayerns im Jahr 1805 Erzherzog Ferdinand von Toskana zur Bildung des Großherzogtums Würzburg überlassen, bevor es mit den Verträgen von Paris 1814 erneut zu Bayern gelangte. Im Jahr 1818 entstand die politische Gemeinde.

### Schloss

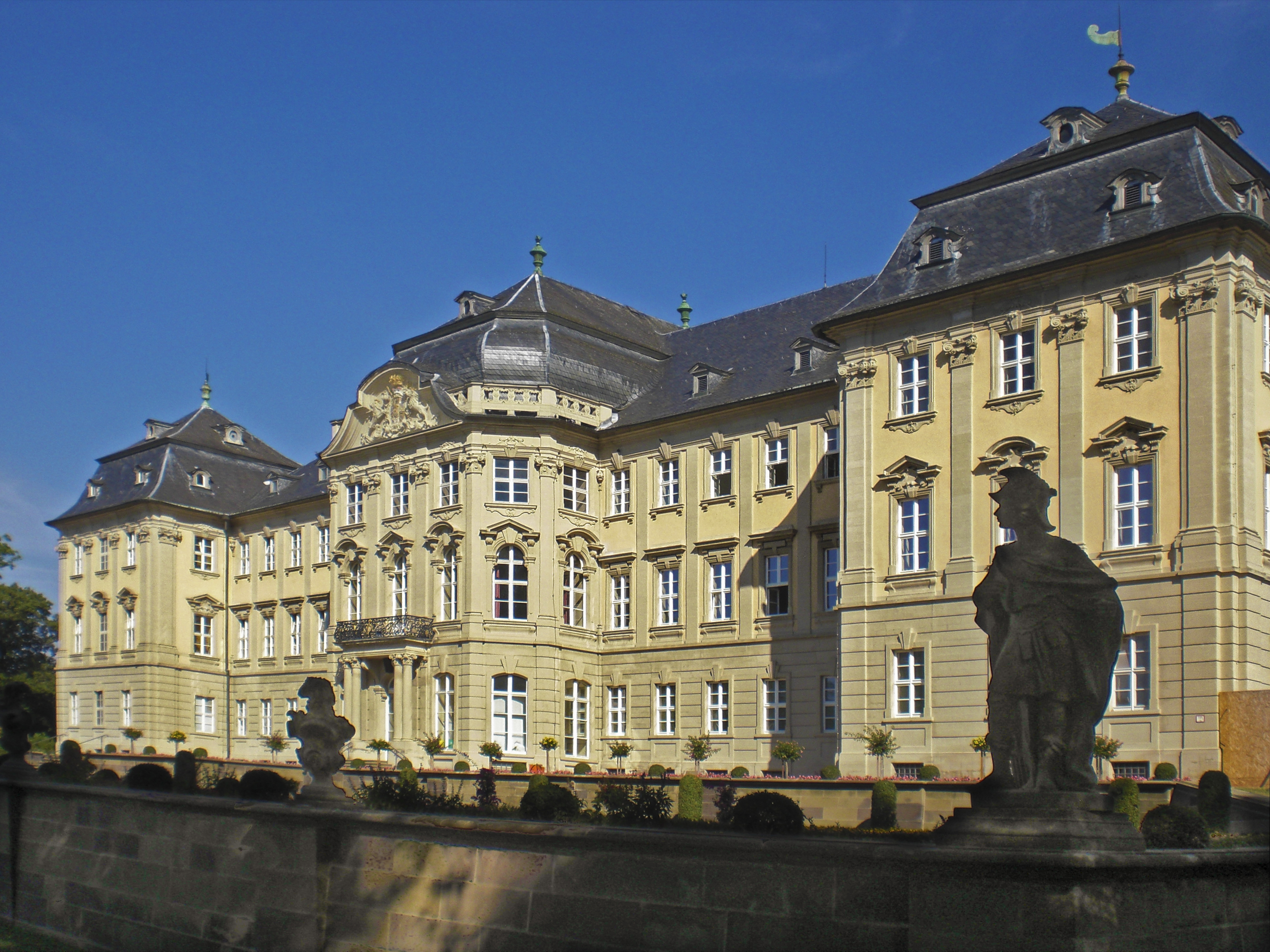
Parkseite des Schlosses Werneck

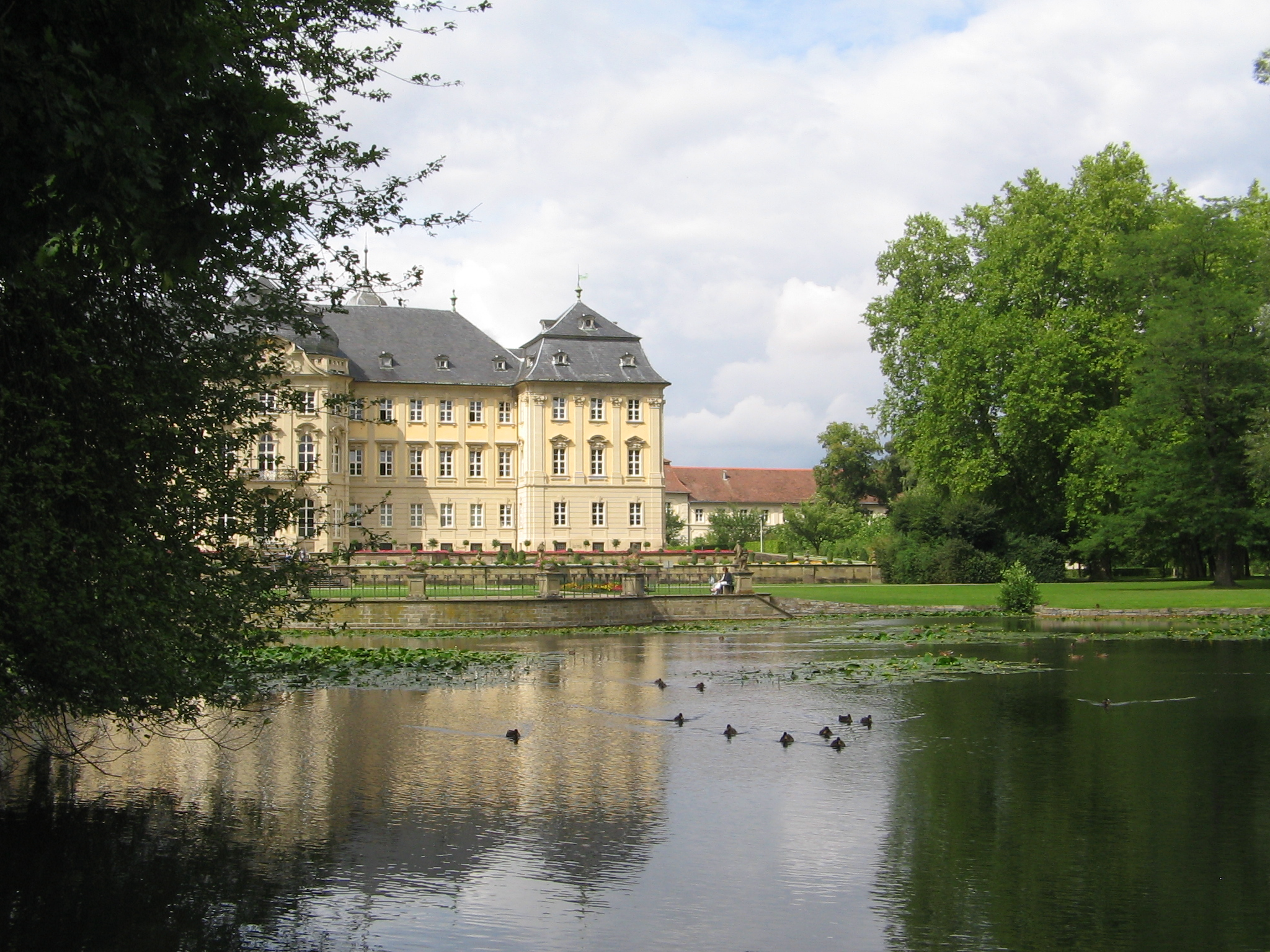
Englischer Garten

Das barocke Schloss Werneck wurde ab 1853 nach Plänen des Königlichen Regierungs- und Kreismedizinalrats Dr. Schmidt und des Königlichen Bauinspektors Mack zu einer Heil- und Pflegeanstalt für psychisch Kranke umgebaut. Am 1. Oktober 1855 konnte die Heil- und Pflegeanstalt Werneck unter ihrem ersten Direktor, Bernhard von Gudden (dem späteren Gutachter über König Ludwig II., der mit ihm im Starnberger See ertrank) ihre Arbeit aufnehmen. Werneck ist damit Sitz einer der ältesten psychiatrischen Kliniken Deutschlands.
1940 wurden die rund 800 Patienten der Heil- und Pflegeanstalt im Rahmen der so genannten Aktion T4 auf Anordnung von Otto Hellmuth ermordet.
Heute ist die psychiatrische Klinik (Träger: Bezirk Unterfranken) in einem modernen Neubau untergebracht und versorgt mit 290 Betten das nordöstliche Unterfranken (Stadt und Landkreis Schweinfurt sowie die Landkreise Hassberge, Rhön-Grabfeld, Bad Kissingen und Kitzingen mit insgesamt 500.000 Einwohnern). Im Schloss ist weiterhin die Orthopädische Klinik des Bezirks Unterfranken untergebracht, die mit 153 Betten zu den größten orthopädischen Fachkliniken Deutschlands zählt. Die beiden Kliniken sowie die in den Schlossanlagen untergebrachten psychiatrischen und gerontopsychiatrischen Pflegeheime sind die größten Arbeitgeber des Markts Werneck.
Das Schloss ist von außen und teilweise von innen zu besichtigen; sehenswert sind auch der barocke Schlossgarten und die englische Parkanlage.

### Eingemeindungen
Im Zuge der Gebietsreform in Bayern wurden am 1. Juli 1972 die Gemeinden Egenhausen, Ettleben, Rundelshausen, Schleerieth, Schnackenwerth, Schraudenbach, Stettbach, Vasbühl und Zeuzleben eingegliedert. Am 1. Januar 1976 kam Mühlhausen hinzu. Am 1. Mai 1978 folgten Eckartshausen und Eßleben.

### Einwohnerentwicklung
Die Gemeinde Werneck hat seit 1961 um die 10.000 Einwohner und ist die größte Kommune Mainfrankens ohne Stadtrecht. Der Kernort hat etwa 2.500 Einwohner.
Im Zeitraum 1988 bis 2018 stieg die Einwohnerzahl von 9741 auf 10.231 um 490 Einwohner bzw. um 5 %. 2004 hatte der Markt 10.714 Einwohner.
Quelle: BayLfStat

## Politik

### Marktgemeinderat
Die Kommunalwahl vom 15. März 2020 führte in Werneck zu folgender Verteilung der 24 Sitze im Marktgemeinderat:
| Wahlvorschlag Nr. | Partei / Liste                          | Sitze |
| ----------------- | --------------------------------------- | ----- |
| 01                | CSU                                     | 4     |
| 02                | Bündnis 90/Die Grünen                   | 3     |
| 03                | Freie Wähler                            | 1     |
| 07                | Wählergemeinschaft Eßleben              | 2     |
| 08                | Freie Wählergemeinschaft Zeuzleben      | 2     |
| 09                | Ettlebener Wählervereinigung            | 2     |
| 10                | Wählergemeinschaft Stettbach            | 1     |
| 11                | Schraudenbacher Wählergemeinschaft      | 2     |
| 12                | Freie Wählergemeinschaft Mühlhausen     | 1     |
| 13                | Dorfgemeinschaft Egenhausen             | 1     |
| 14                | Freie Wählergemeinschaft Schnackenwerth | 1     |
| 15                | Dorfgemeinschaft Schleerieth            | 1     |
| 16                | Rundelshäuser Liste                     | 1     |
| 17                | Freie Wählergemeinschaft Vasbühl        | 1     |
| 18                | Wählergemeinschaft Eckartshausen        | 1     |

### Bürgermeister(in)
Bürgermeister ist seit 1. Mai 2020 Sebastian Hauck (CSU). Vorgänger waren Rudolf Reith (1972–1996), Paul Heuler (1996–2008) und Edeltraud Baumgartl (2008–2020) von der CSU.

### Wappen
|  | Blasonierung: „Unter silbernem Schildhaupt, darin ein mit drei eingebogenen goldenen Pfählen belegter roter Balken, in Rot ein auf drei silbernen Spitzen schreitender blau gekrönter, doppelt geschwänzter goldener Löwe.“ |
|  | |

### Interkommunale Allianz
Die Gemeinde ist Mitglied in der Interkommunalen Allianz Oberes Werntal.

## Kultur und Sehenswürdigkeiten

### Bauwerke
- Das Schloss Werneck, 1733 bis 1746 von Balthasar Neumann für Fürstbischof Friedrich Carl von Schönborn als barockes Sommerschloss erbaut, gilt als Neumanns reifstes Profanwerk, mit Schlossgarten im englischen Stil und Schlosskapelle von 1744. Im Schloss und in den Nebengebäuden sind die Kliniken des Bezirks Unterfranken mit den Fachrichtungen Orthopädie und Psychiatrie untergebracht. Besichtigt werden können der Schlosspark und die Schlosskirche.
- Ehemalige Kirchenburgen in Schleerieth und Schnackenwerth

### Musik
Werneck ist mit dem Musikverein Werneck Heimat einer Bläserphilharmonie und eines Jugendblasorchesters sowie diverser Miniorchester für Anfänger.
Lange Zeit wirkte dort das Bayerische Kammerorchester Bad Brückenau.

## Wirtschaft und Infrastruktur
Werneck liegt an der überregionalen Entwicklungsachse Würzburg–Schweinfurt.

### Wirtschaft
Obwohl die Dörfer der Gemeinde noch landwirtschaftlich geprägt sind, besteht seit Jahrzehnten eine starke Abhängigkeit von der Schweinfurter Industrie, wohin viele Einwohner zur Arbeit pendeln. 1998 gab es im Bereich der Land- und Forstwirtschaft 8, im produzierenden Gewerbe 595 und im Bereich Handel und Verkehr 228 sozialversicherungspflichtig Beschäftigte am Arbeitsort. In sonstigen Wirtschaftsbereichen waren am Arbeitsort 1555 Personen sozialversicherungspflichtig beschäftigt. Sozialversicherungspflichtig Beschäftigte am Wohnort gab es insgesamt 3559. Im verarbeitenden Gewerbe (sowie Bergbau und Gewinnung von Steinen und Erden) gab es zwei, im Bauhauptgewerbe zehn Betriebe. Zudem bestanden im Jahr 1999 195 landwirtschaftliche Betriebe mit einer landwirtschaftlich genutzten Fläche von 6382 Hektar. Davon waren 5681 Hektar Ackerfläche und 672 Hektar Dauergrünfläche.

### Verkehr
Werneck liegt am Schnittpunkt der Autobahnen, die Mainfranken erschließen und ist deshalb auch ein Standort der Autobahnpolizei. Am Autobahnkreuz Schweinfurt/Werneck treffen sich die Autobahnen A 7 und A 70; auch die A 71 (Autobahndreieck Werntal) führt seit ihrer Verkehrsübergabe im November 2005 nahe an Werneck heran. Außerdem wird das Gemeindegebiet von den Bundesstraßen 19 und 26 durchquert, die jedoch dort wegen der Autobahnen auf Abschnitten zu Staatsstraßen zurückgestuft wurden. Zudem beginnt im Gemeindegebiet die Bundesstraße 26a. Die geplante Trasse für eine dreispurige Bundesstraße 26n beginnt am Autobahnkreuz Schweinfurt/Werneck und soll dort einmal die B 26a ersetzen.
Am 16. Dezember 2007 wurde die Ortsumgehung Werneck (B 19) eröffnet. Am 15. Juni 2016 stürzte auf dem Gemeindegebiet an der A 7 die im Bau befindliche neue Talbrücke Schraudenbach ein.
Die über Schweinfurt verlaufende Bahnstrecke Bamberg–Rottendorf hat einen Haltepunkt im Ortsteil Eßleben und einen weiteren, 2 km südlich in Waigolshausen, vom Hauptort fußläufig erreichbar. Die Werntalbahn durchquert das Gemeindegebiet.

### Schulen
- Grundschulen Werneck, in Werneck und den Ortsteilen
- Mittelschule Werneck
- Krankenpflegeschule des Bezirks Unterfranken
- Musikschule

### Krankenhäuser
- Krankenhaus Markt Werneck
- Orthopädisches Krankenhaus Schloss Werneck
- Krankenhaus für Psychiatrie, Psychotherapie und Psychosomatische Medizin Schloss Werneck

### Heime
- Albert-Schweitzer-Haus, Heim für psychisch Kranke
- Haus Erthal, Pflegeheim und Kurzzeitpflegeeinrichtung für gerontopsychiatrische Pflegebedürftige
- Haus Schönborn, Heim für psychisch Kranke

### Feuerwehr
Zu den Freiwilligen Feuerwehren des Marktes Werneck gehören die Freiwillige Feuerwehr Werneck und elf Freiwillige Feuerwehren in den Gemeindeteilen. Die Wernecker Feuerwehr sorgt seit ihrer Gründung im Jahr 1873 für den abwehrenden Brandschutz und die allgemeine Hilfe. Mit dem ABC-Erkundungskraftwagen, einem speziellen Mannschaftstransportfahrzeug und einem Abrollbehälter gehört die Stützpunktwehr zum ABC-Zug des Landkreises Schweinfurt. Auch mit diesen Fahrzeugen wird sie überregional eingesetzt.

## Glaubensgemeinschaften
Die Einwohner sind überwiegend katholischer Konfession.

### Katholische Gemeinde
1745 wurde die Schlosskirche eingeweiht, 1856 die Zehntscheune (erbaut 1628) zur Kirche umgebaut. Seit 1910 gibt es eine eigene Pfarrei, 1967 wurde die neue Pfarrkirche eingeweiht.

### Evangelische Gemeinde
Nachdem Anfang des 19. Jahrhunderts das Wernecker Gebiet vom Hochstift Würzburg an das Königreich Bayern übergegangen war, konnten sich auch wieder evangelische Christen dort ansiedeln. Aber erst die Umwandlung des fürstbischöflichen Schlosses in die landeseigenen Kliniken führte vermehrt zum Zuzug von Evangelischen. Ein wesentlicher Teil der Gemeindearbeit der 1859 gegründeten Pfarrei besteht aus der Seelsorge an den Patienten in den Krankenhäusern. Auch die Gottesdienste finden meist in der zur Klinik gehörenden Schlosskirche statt. Heute gehören alle 13 Gemeindeteile der Marktgemeinde Werneck und die 3 Orte der Nachbargemeinde Waigolshausen zur Kirchengemeinde.

### Jüdische Gemeinde
Die Gründung der jüdischen Gemeinde geht in die Zeit des 16. Jahrhunderts zurück. Sie wurde 1904 aufgelöst.

## Söhne und Töchter der Gemeinde
- Antoine Boubong (1842–1908), Portrait- und Landschaftsmalerin
- Clemens Gudden (1861–1931), Nervenarzt
- Friedrich Fehr (1862–1927), Maler
- Oskar Gros (1877–1947), Pharmakologe
- Gunther Lehmann (1897–1974), Arbeitsphysiologe
- Leo Dittmer (1915–2000), in Schleerieth geborener Grafiker und Hochschullehrer
- Erich Wiesner (* 1939), Künstler
- Angelika Geyer (* 1948), Archäologin
- Gerhard Launer (* 1949), Luftbildfotograf
- Karl-Heinz Schreiber (1949–2014), Schriftsteller und Lyriker
- Harald Ganzinger (1950–2004), Informatiker
- Paul Knoblach (* 1954), Bio-Landwirt und Landtagsabgeordneter
- Winfried Bonengel (* 1960), Regisseur
- Wolfram Winter (* 1963), Politologe, Journalist und Medienmanager
- Bernhard Pohl (* 1964), Landtagsabgeordneter
- Johannes-Jörg Riegler (* 1964), Bankmanager
- Manfred Bayer (Physiker) (* 1965), Physiker und seit 2020 Rektor der Technischen Universität Dortmund
- Andreas Schmidt (* 1967), Künstler, Fotograf und Galerist
- Sebastian Remelé (* 1969), Oberbürgermeister von Schweinfurt
- Alu Walter (* 1970), Künstler
- Christian Wück (* 1973), Fußballspieler und -trainer
- Daniel Reimann (* 1974), Romanist und Hochschullehrer
- Tobias Oertel (* 1975), Schauspieler
- Jens Sobisch (* 1977), Kultur-, Reise- und Sprachführerautor
- Anna Stolz (* 1982), Politikerin (Freie Wähler)
- Katrin Horn (* 1983), Amerikanistin
- Christopher Schadewaldt (* 1984), Eishockeyspieler
- Damion Downs (* 2004), Fußballspieler